# Посо (озеро)
По́со (индон. Danau Poso) — крупное озеро в Индонезии.

## География и гидрография

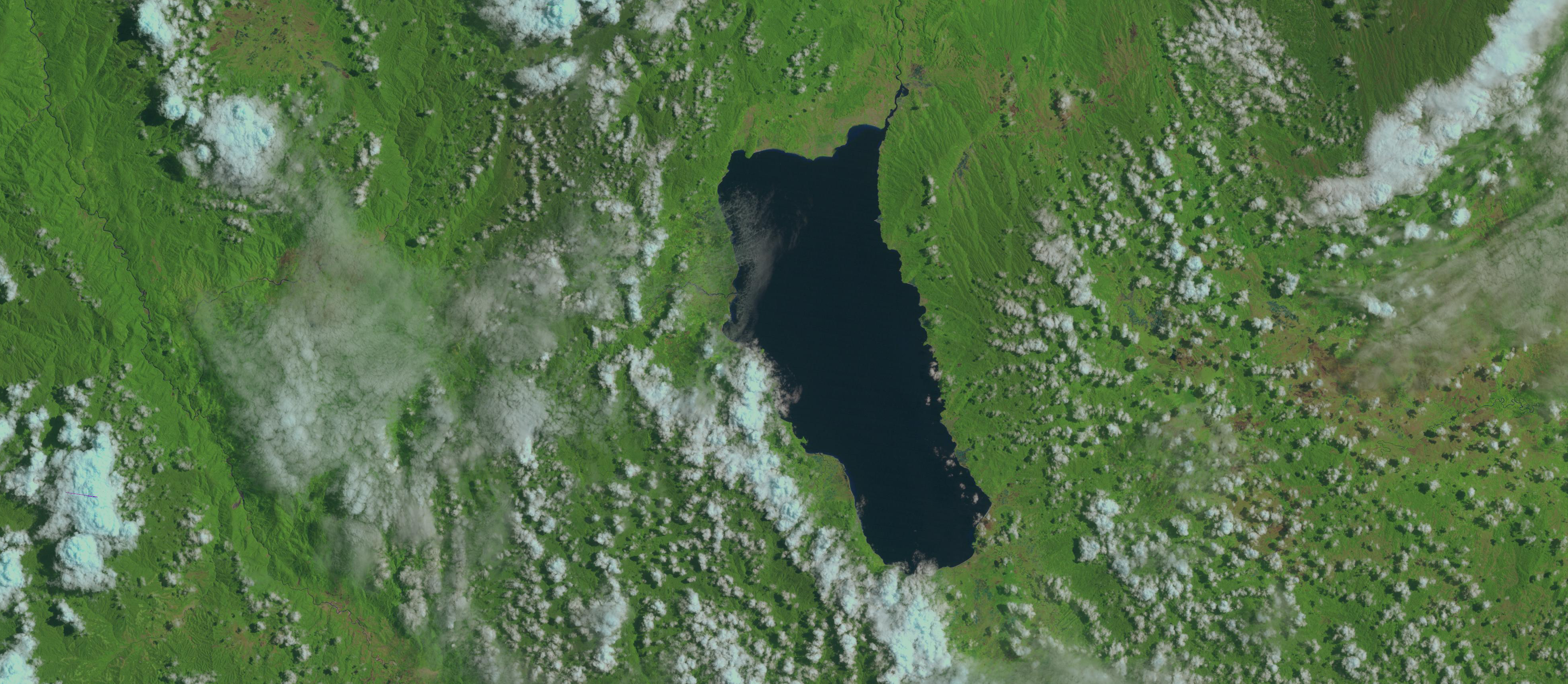
Спутниковый снимок района озера Посо от 29 августа 1994 года

Расположено в провинции Центральный Сулавеси на острове Сулавеси, к северу от возвышенности Тораджа в южной части острова. Посо — третье по площади озеро Индонезии. Имеет вытянутую форму — до 32 км в длину и 16 км в ширину. Площадь поверхности — порядка 323 км². Максимальная глубина, по разным данным, от 450 до 515 м. Входит в тройку самых глубоких озёр Индонезии (уступая озёрам Матано и Тоба) и в число глубочайших озёр мира. Средняя высота зеркала — 501 м над уровнем моря. Сток из озера Посо осуществляется в северо-восточном направлении через одноимённую реку, впадающую в залив Томини, средний расход воды составляет 148 м³/с.
Посо — древнее озеро, возраст которого оценивается примерно в 2 млн лет. Котловина Посо, по-видимому, образовалась в результате столкновения восточной и западной плит, сформировавших остров Сулавеси.

## Экология и экономическое значение
По биологической продуктивности Посо относится к олиго-мезотрофным озёрам. Благодаря древности озера в нём сформировались многочисленные эндемичные виды, включая ракообразных (креветки, крабы) и моллюсков (брюхоногие, двустворчатые), а также вид рыб семейства адрианихтиевых.
На северо-восточном побережье озера Посо находится небольшой город Тентена. Популярный туристический объект. Вдоль побережья расположены многочисленные песчаные пляжи, а также участки тропического леса, рисовые поля и плантации гвоздичных деревьев.
Озеро обладает значительным гидроэлектрическим потенциалом. С 2005 года ведётся строительство гидроэлектростанции мощностью 515 МВт, однако в конце 2010-х годов планы руководства компании Poso Energy по терраформированию истоков реки Посо и изменению её русла вызвали крупномасштабные экологические протесты.